# 縉雲戰鬥
縉雲戰鬥發生於1927年1月2日－13日，地點則是在中國浙南縉雲一帶，是國民革命軍北伐戰爭的戰鬥之一。縉雲戰鬥的交戰雙方，一方為國民革命軍，另一方為北洋政府所轄軍隊。

## 參看
- 中華民國北洋政府時期內戰戰鬥列表